# Temporada 1957-58 de l'NBA
La temporada 1957-58 de l'NBA fou la dotzena en la història de l'NBA. St. Louis Hawks fou el campió després de guanyar a Boston Celtics per 4-2.

## Classificacions
- Divisió Est

| Equip                 | V  | D  | %V   | P  |
| --------------------- | -- | -- | ---- | -- |
| Boston Celtics        | 49 | 23 | ,681 | -  |
| Syracuse Nationals    | 41 | 31 | ,569 | 8  |
| Philadelphia Warriors | 37 | 35 | ,514 | 12 |
| New York Knicks       | 35 | 37 | ,486 | 14 |

- Divisió Oest

| Equip              | V  | D  | %V   | P  |
| ------------------ | -- | -- | ---- | -- |
| St. Louis Hawks C  | 41 | 31 | ,569 | -  |
| Cincinnati Royals  | 33 | 39 | ,458 | 8  |
| Detroit Pistons    | 33 | 39 | ,458 | 8  |
| Minneapolis Lakers | 19 | 53 | ,264 | 22 |

* V: Victòries
* D: Derrotes
* %V: Percentatge de victòries
* P: Diferència de partits respecte al primer lloc
* C: Campió

## Estadístiques
| Categoria                   | Jugador        | Equip              | Mitjana/% |
| --------------------------- | -------------- | ------------------ | --------- |
| Punts per partit            | George Yardley | Detroit Pistons    | 27,8      |
| Rebots per partit           | Bill Russell   | Boston Celtics     | 22,7      |
| Assistències per partit     | Bob Cousy      | Boston Celtics     | 7,1       |
| Percentatge de tirs de camp | Jack Twyman    | Cincinnati Royals  | 45,2      |
| Percentatge de tirs lliures | Dolph Schayes  | Syracuse Nationals | 90,4      |

## Premis
- MVP de la temporada
  -  Bill Russell (Boston Celtics)

- Rookie de l'any
  -  Woody Sauldsberry (Philadelphia Warriors)

- Primer quintet de la temporada
  - Bob Cousy, Boston Celtics
  - Dolph Schayes, Syracuse Nationals
  - Bob Pettit, St, Louis Hawks
  - George Yardley, Detroit Pistons
  - Bill Sharman, Boston Celtics

- Segon quintet de la temporada
  - Maurice Stokes, Cincinnati Royals
  - Slater Martin, St, Louis Hawks
  - Bill Russell, Boston Celtics
  - Cliff Hagan, St, Louis Hawks
  - Tom Gola, Philadelphia Warriors